# Kelley Robinson
Kelley Robinson (née en 1985/1986) est une organisatrice communautaire américaine, actuelle présidente de la Human Rights Campaign,. Elle était auparavant directrice exécutive du Planned Parenthood Action Fund.

## Biographie

### Éducation
Robinson a obtenu une licence en arts de l'université du Missouri-Columbia en 2008, Pendant ses études, elle a suivi une double spécialisation en sociologie et en études sur les femmes et le genre. Elle a quitté l'université pendant un certain temps et a travaillé comme combattante d'arts martiaux mixtes et barmaid.

### Carrière
Robinson a commencé à travailler comme organisateur politique pour la campagne présidentielle de Barack Obama en 2008.
En 2009, elle a travaillé à Planned Parenthood of the Heartland en tant qu'organisatrice régionale. De 2011 à 2015, elle a été directrice associée pour l'engagement des jeunes à la Planned Parenthood Federation of America, jusqu'à ce qu'elle soit promue directrice nationale de l'organisation en 2015. En 2019, elle est devenue directrice exécutive du Planned Parenthood Action Fund et vice-présidente de l'organisation et du plaidoyer. À ce titre, Mme Robinson a contribué à diriger les efforts visant à renverser le Sénat américain lors des élections de 2020,. Pendant qu'elle travaillait pour Planned Parenthood, le nombre de sympathisants est passé de 6,5 millions à 18 millions.
En tant que directrice exécutive du Planned Parenthood Action Fund, Mme Robinson a été interviewée sur les droits reproductifs, l'amendement Hyde et les candidats à la Cour suprême par plusieurs médias tels que l'Associated Press, CNN, The Guardian et le New York Times,,,.
Robinson est devenue présidente de la Human Rights Campaign (HRC) à la fin de l'année 2022. Elle est la première femme noire homosexuelle à diriger l'organisation. Robinson a déclaré qu'elle se concentrerait sur des questions telles que le droit de vote, les droits reproductifs, les droits LGBTQ+, les salaires décents et les soins de santé ; elle se concentrera sur les voix et les préoccupations des personnes appauvries,. Dans une interview, Robinson a déclaré que HRC prévoyait de travailler à l'adoption de la loi sur le respect du mariage. Dans l'une des premières interviews qu'elle a données en tant que présidente de HRC, à El País, Robinson a abordé la montée des actes de haine contre les communautés LGBTQ. Au mois de décembre de l'année 2022, Robinson a témoigné devant le Congrès de la montée de l'extrémisme et de la violence anti-LGBTQ+.

### Vie privée
Robinson a épousé Becky George, en 2020 ; ils ont un enfant ensemble. Robinson est catholique.